# Cosmethis barbara
Cosmethis barbara är en fjärilsart som beskrevs av Stoll 1781. Cosmethis barbara ingår i släktet Cosmethis och familjen mätare. Inga underarter finns listade i Catalogue of Life.